# Прюне (Ардеш)
Прюне́ (фр. и окс. Prunet) — коммуна во Франции, находится в регионе Рона — Альпы. Департамент коммуны — Ардеш. Входит в состав кантона Ларжантьер. Округ коммуны — Ларжантьер.
Код INSEE коммуны — 07187.

## Население
Население коммуны на 2008 год составляло 133 человека.
| 1962 | 1968 | 1975 | 1982 | 1990 | 1999 | 2008 |
| ---- | ---- | ---- | ---- | ---- | ---- | ---- |
| 120  | 150  | 118  | 113  | 103  | 104  | 133  |

## Экономика
В 2007 году среди 71 человека в трудоспособном возрасте (15—64 лет) 47 были экономически активными, 24 — неактивными (показатель активности — 66,2 %, в 1999 году было 60,3 %). Из 47 активных работали 40 человек (22 мужчины и 18 женщин), безработных было 7 (5 мужчин и 2 женщины). Среди 24 неактивных 3 человека были учениками или студентами, 10 — пенсионерами, 11 были неактивными по другим причинам.